# Все отлагам да те забравя
„Все отлагам да те забравя“ е български игрален филм (драма) от 1990 година на режисьора Стефан Гърдев, по сценарий на Николай Никифоров. Оператор е Мирчо Борисов. Музиката във филма е композирана от Ангел Михайлов.

## Актьорски състав
- Емил Джуров – Журналистът Георги Якимов – Гошмата
- Албена Чакърова – Сия
- Юлиана Карайотова – Мацето Светла
- Петър Димов – Счетоводителят
- Венцислав Божинов – Главният редактор
- Милена Гераскова – Партиният секретар Нина Цонева
- Йордан Спиров – Бай Вергил, който иска да влезе в затвора
- Петко Диков – Съсед
- Пламен Бочев – Товарач
- Мария Саева – Селянката
- Николай Клисуров – Другият съсед
- Иван Бърджев – Следователят
- Любен Чаталов – Психиатърът
- Кирил Кирков
- Евелина Дряновска
- Емил Евстатиев
- Стефания Колева
- Гергана Радоева